# Barton Zwiebach
Barton Zwiebach Cantor (Lima, 4 de octubre de 1954) es un científico peruano, docente del Instituto Tecnológico de Massachusetts (MIT), donde es uno de los principales investigadores de la Teoría de supercuerdas.

## Biografía
Barton Zwiebach Cantor nació el 4 de octubre de 1954 en Lima y realizó sus estudios de pregrado en Perú, donde obtuvo el grado de Ingeniero Electrónico en la Universidad Nacional de Ingeniería en 1977. Realizó estudios de postgrado en Física en el Instituto Tecnológico de California.
Obtuvo el grado de Ph.D. en 1983, trabajando bajo la supervisión de Murray Gell-Mann. Ha realizado también postgrados en la Universidad de California, Berkeley y en el MIT, donde pasó a ser Profesor Auxiliar de Física en 1987 y miembro permanente del cuerpo docente desde 1994.
Es uno de los científicos más prominentes en cuanto a la Teoría de cuerdas, habiendo escrito el libro de texto A First Course in String Theory ("Introducción a la Teoría de Cuerdas") en 2004.
En el año 2007 recibió el Título de Doctor Honoris causa en la Universidad Tecnológica del Perú. Durante la charla brindada en esa casa de estudios, le preguntaron que si por el hecho de ser tan buen alumno en la Universidad Nacional de Ingeniería, conocida por el gran nivel de exigencia, le había sido fácil llegar al MIT. Su respuesta generó una ovación general en el auditorio: "En la vida nada es fácil. Si algo en tu vida te parece que fue fácil, es porque no te esforzaste lo suficiente para hacerlo mejor".
Durante sus estudios de pregrado en ingeniería electrónica en la Universidad Nacional de Ingeniería, Zwiebach mostraba inclinación por la física teórica sobre ingeniería. En una entrevista telefónica con Modesto Montoya, Zwiebach señaló que el curso de campos electromagnéticos era su favorito sobre otros cursos de la especialidad como "circuitos, televisión, microondas,.. ya que había más que entender (sobre campos electromagnéticos)".

## Obras
- A First Course in String Theory. Cambridge University Press, 2004, ISBN 0521831431